# Incidente del Sukhoi Su-27 dell'Aeronautica Militare Ucraina del 2002
L'incidente aereo di Sknyliv avvenne il 27 luglio 2002 quando un Sukhoi Su-27 dell'Aeronautica militare ucraina precipitò durante un airshow acrobatico presso l'aeroporto di Sknyliv (oggi Lviv International Airport), vicino a Leopoli, in Ucraina. Nell'incidente persero la vita 77 persone e ne rimasero ferite 543, 100 delle quali furono ricoverate in ospedale. Questo disastro è il peggior incidente mai capitato in un airshow.

## L'incidente

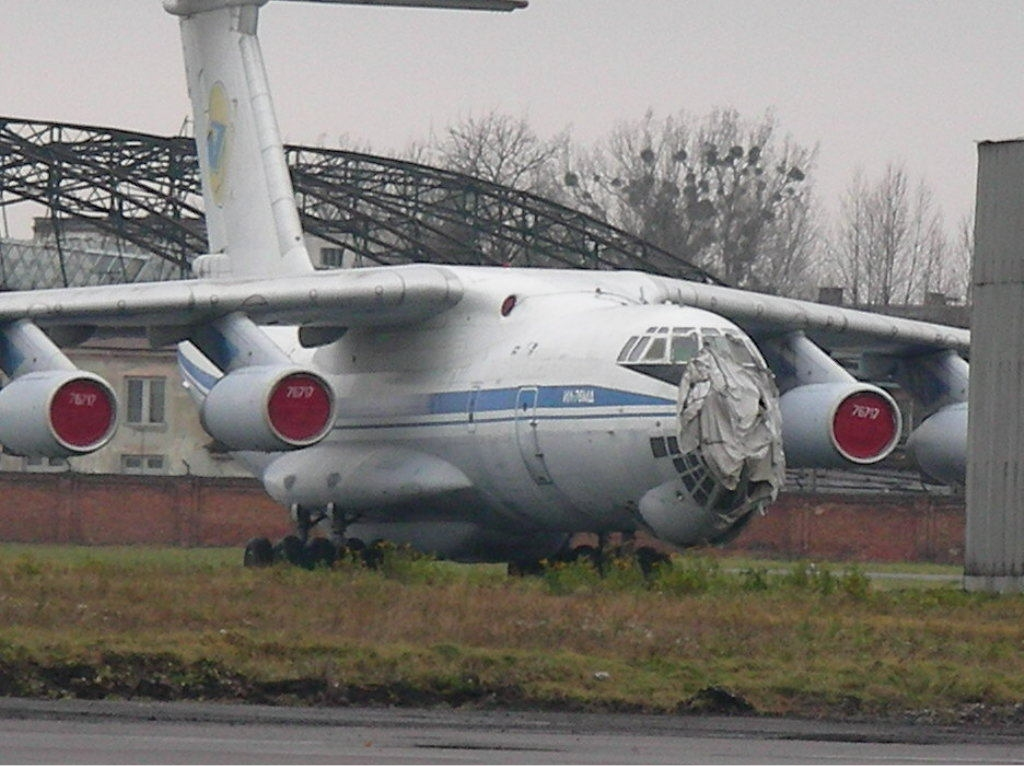
L'Ilyushin Il-76 danneggiato nel disastro.

All'airshow, organizzato per commemorare il 60º anniversario del 14º Corpo Aereo dell'Aeronautica militare ucraina, assistevano oltre 10.000 spettatori. Alle ore 12:52, un Su-27 con a bordo due piloti esperti effettuò un avvitamento a bassa quota con traiettoria discendente; avendo effettuato un giro in più del preventivato, l'aereo si trovò a volare troppo vicino al terreno e lo urtò con l'ala sinistra. L'equipaggio riuscì ad eiettarsi poco prima che il velivolo colpisse il muso di un aereo da trasporto Ilyushin Il-76 esplodendo e generando una palla di fuoco che investì gli spettatori.
Entrambi i piloti sopravvissero riportando solamente lievi ferite, mentre 77 spettatori, rimasero uccisi; altri 100 spettatori vennero ricoverati per ferite alla testa, ustioni e fratture ossee. Un totale di 543 persone rimase ferito nell'incidente.
A seguito del disastro, i piloti dichiararono che il piano di volo che avevano ricevuto non corrispondeva alla conformazione dell'aeroporto; infatti, ascoltando il Cockpit Voice Recorder, fu possibile udire un pilota chiedere: "E dove sono gli spettatori?". Sempre ascoltando le registrazioni, gli investigatori poterono sentire diversi allarmi emessi dal computer di bordo i quali però furono presi in considerazione troppo tardi dai piloti.
Più di 350 spettatori sono rimasti feriti, alcuni hanno subito gravi disturbi mentali da ciò che hanno visto.

## Conseguenze
Il Presidente ucraino Leonid Kučma incolpò del disastro i militari ed ottenne le dimissioni del capo dell'aeronautica militare, Volodymyr Strelnykov. Anche il ministro della Difesa Volodymyr Shkidchenko presentò le sue dimissioni ma furono rifiutate da Kučma.
Il 24 giugno 2005, un tribunale militare condannò il pilota Toponar Volodymyr ed il co-pilota Yuriy Egorov rispettivamente a quattordici e ad otto anni di carcere. La corte ritenne i due piloti e altri tre funzionari militari colpevoli di non aver seguito gli ordini, di negligenza e di aver violato le regole del volo. Due dei tre funzionari furono condannati a sei anni di reclusione, mentre l'altro ufficiale fu condannato a quattro anni. In aggiunta, Toponar fu condannato a pagare 7,2 milioni di Grivnie (equivalenti a 1,42 milioni di dollari USA ed a 1,18 milioni di euro) ed Egorov altri 2,5 milioni di Grivnie come risarcimento alle famiglie delle vittime. L'istruttore di volo dell'equipaggio fu invece assolto per mancanza di prove.
Ai piloti venne imputata la maggior parte delle colpe, che includevano accuse di tentativi di manovre con le quali non avevano esperienza. Toponar aveva richiesto un volo di addestramento aggiuntivo presso l'aeroporto dove doveva essere eseguita la manovra; questa richiesta era stata però respinta.